# Mehmet Batdal
Mehmet Batdal, född 24 februari 1986 i İzmir, Turkiet, är en turkisk fotbollsspelare som senast spelade för Fatih Karagümrük. Han har tidigare spelat för bland annat Bucaspor och Galatasaray.